# 外交部 (菲律賓)
外交部（英語：Department of Foreign Affairs）是菲律賓政府的一個行政部门，其任务是加强國家安全、保护國家领土完整和国家主权，参与维持、发展和提高菲律宾的竞争优势，保护海外菲律賓人的权利和福祉，增加国际社会对菲律宾文化的了解，促进菲律賓与其他国家之間的互利关系。